# 者苗乡
者苗乡，是中华人民共和国广西壮族自治区百色市田林县下辖的一个乡镇级行政单位。

## 行政区划
者苗乡下辖以下地区：
者苗村、者化村、八中村、百隆村、渭龙村、八享村和六恒村。